# Otroeda tenuimargo
Otroeda tenuimargo är en fjärilsart som beskrevs av Louis Beethoven Prout 1918. Otroeda tenuimargo ingår i släktet Otroeda och familjen tofsspinnare. Inga underarter finns listade i Catalogue of Life.